# Anat Zamir
Anat Zamir (Guivatayim, 18 de abril de 1962 - Ramat Gan, 15 de diciembre de 2018) fue una modelo y actriz israelí.

## Primeros años
Nació como Anat Zimmerman (en hebreo: ענת צימרמן) el 18 de abril de 1962, en la ciudad de Givatayim, en Israel. Sus padres eran hipoacúsicos y su madre también era muda; era la hija menor con tres hermanos mayores. Su padre abandonó su casa cuando ella era pequeña, dejando a Zamir y a sus hermanos a cargo únicamente de su madre. Cantó en el coro de la escuela y eligió el apellido Zamir. Desde los 13 años hasta que se alistó en el ejército, Zamir sufrió abusos sexuales por parte de un familiar lejano. Estudió cosmética y trabajó a tiempo parcial durante un tiempo en tal función abriendo una clínica para menores. Zamir también trabajó en una joyería y luego en un departamento de ropa.

## Carrera profesional
Comenzó una carrera como modelo, siendo nombrada Na'arat Israel (1.ª finalista) en el concurso de Miss Israel en el Arad Sports Hall de Tel Aviv en 1980. Ese mismo año, Zamir representó a Israel en el concurso Miss Mundo 1980 celebrado en Londres. Fue nombrada tercera finalista del concurso. Siguió modelando para empresas como Kodak y firmas locales como la marca de trajes de baño Pepper, Jordosh, Polgat y George durante la década de 1980. En abril de 1990, Zamir comenzó a rodar Kiss in the IDF, en la que interpretó a la esposa de Yehuda Barkan, estrenada ese mismo año. También tuvo un papel como modelo en la serie de televisión The Cohen Tribe. Zamir también tuvo un papel en la película de comedia Shevet Cohen, el año siguiente. En 2016, participó en el documental The Lie of Beauty, centrado en el mundo de la belleza.

## Vida personal
Estuvo casada cuatro veces. Zamir estuvo casada tres veces: la primera con el empresario israelí Shuki Ben Porat, el segundo matrimonio fue con el dentista israelí Ami Vizhinsky, y el último con el empresario y restaurador israelí Rami Segs. Tiene un hijo de su único periodo de matrimonio con su segundo marido, Ami Vizhinsky.

## Muerte
Zamir había luchado contra la adicción a las drogas durante aproximadamente 35 años debido a las presiones del mundo de la belleza y el modelaje, así como a la ansiedad y la depresión. El 14 de diciembre de 2018, se desplomó en la acera cerca de su pequeño apartamento en Tel Aviv. Zamir fue trasladada al Centro Médico Sheba, en la cercana Ramat Gan, donde murió al día siguiente. Fue enterrada en el cementerio de Yarkon el 16 de diciembre con pocos asistentes presentes y ninguno del mundo de la moda.